# Laggera pappii
Laggera pappii là một loài thực vật có hoa trong họ Cúc. Loài này được Gand. mô tả khoa học đầu tiên.